# ふじのくに県民クラブ
ふじのくに県民クラブ（ふじのくにけんみんくらぶ）は、立憲民主党・無所属の議員によって構成されている静岡県議会の院内会派。第二会派ではあるが、鈴木康友知事を支える県政与党となっている。

## 概要
静岡県議会にて、立憲民主党、国民民主党といった旧民主党系県議で構成されている。2021年5月には初の女性代表が就任している。同会派は2021年の静岡県知事選挙にて、現職の川勝平太知事を支援する方針を示した。また、2024年の静岡県知事選挙にて、鈴木康友候補を指示する方針を示した。

## 「コシヒカリ発言」をめぐる対応
2021年11月、川勝が野党共闘候補山崎真之輔（県議時代は「ふじのくに県民クラブ」所属）への参議補選選挙応援演説で、「人口は8万強しかないところ。その市長をやっていた人物か。あちらはコシヒカリしかない。だから飯だけ食って、それで農業だと思っている。あちらは観光しかありません」と御殿場市を侮辱する発言をしたことをきっかけに、川勝への連名抗議文が自民・公明・無所属の全議員49名から提出され、さらに全県議67名中4分の3にあたる51名の賛成で可決され、法的拘束力を伴う不信任決議案の提出（1973年以来）が検討されるという事態が起きた。この際、無所属議員5人のうち共産党県議を含む2人の反対が予想された中、本会派内から3人以上造反が出ると可決される不信任決議案の採決が無記名投票になることを想定し、その対策にと「投票用紙を机上に置いて反対の票を投じる姿勢を周囲に明らかにする」、「議会に遅刻しないよう公共交通機関で移動する」「採決時に互いに反対票を確認する」ことなどを決め、会派内一致で決議に反対することを表明した。これにより不信任決議案が否決される見通しとなったことから、川勝の辞職を求めていた議員らは不信任決議案の提出を断念し、出席議員の過半数の賛成で可決でき、法的拘束力を伴わない辞職勧告決議案を提出することに決めた（なおこれは静岡県政史上初の事態である）。静岡朝日テレビによると、このように絶対に一人も造反議員を出さない姿勢をとった背景には、本会派に強い影響力を持つ日本労働組合総連合会（連合）が、造反した議員には連合静岡による公認を与えない方針を事実上表明したことにある。
同年11月24日、辞職勧告決議案の採決が1人ずつ公開投票形式で行われた。その結果、賛成が自民（議長を除いた39人）、公明（5人）と完全無所属3人の47人、反対がふじのくに県民クラブ（17人）、完全無所属1人、日本共産党1人の19人となり、出席議員66人の過半数（34人以上）を超え可決された。全会派議員一致で反対票を入れることを決めていた本会派に所属する県議の一人は「かなり気持ちが揺らぐような話があったことは事実」と打ち明けている。辞職勧告決議の可決を受け、川勝は自身の冬のボーナス約315万円と12月分の給与計約440万円の返上を表明したが、2023年7月に川勝がいまだ返上していないことが判明したことから自民改革会議から不信任決議案が提出された。しかし、ふじのくに県民クラブの18名が反対し、必要な4分の3以上の賛成（51票）に1票足りず、否決された。

## 不祥事
2023年8月4日、ふじのくに県民クラブに所属する中山真珠県議が静岡市内で無免許運転をしていたことが判明。5月に運転免許証が失効していたことを自覚していたにもかかわらず運転を行い、歩行者妨害を行ったとして警察官から声をかけられ、無免許が発覚した。8月7日付でふじのくに県民クラブは中山を除名処分とした。なお、中山は公務においても無免許で運転を行っていた事が明らかになっており、県議会各派により中山に対する辞職勧告決議案の提出が模索されたが、同年9月8日付で中山から県議辞職願が提出され、同日に辞職が許可された。

## 組織体制
（2024年11月現在）
| 役職       | 氏名     | 政党       |
| ---------- | -------- | ---------- |
| 会長       | 田口章   | 無所属     |
| 常任顧問   | 佐野愛子 | 無所属     |
| 副会長     | 阿部卓也 | 無所属     |
| 幹事長     | 四本康久 | 無所属     |
| 幹事長代理 | 杉山淳   | 立憲民主党 |
| 政調会長   | 伴卓     | 無所属     |
| 政調副会長 | 良知駿一 | 無所属     |
| 総務副会長 | 川崎和子 | 無所属     |
| 会計監査   | 沢田智文 | 無所属     |